# Nosopsyllus simla
Nosopsyllus simla är en loppart som först beskrevs av Jordan et Rothschild 1921.  Nosopsyllus simla ingår i släktet Nosopsyllus och familjen fågelloppor. Inga underarter finns listade i Catalogue of Life.